# Klong Chum
Die Klong Chum (in Thai กลองชุม) ist eine beidseitig bespielbare Trommel in zwei unterschiedlichen Größen, die in Nordthailand gespielt werden.
Der Klangkörper besteht in ausgehöhltem Holz, das mit Lederriemen befestigt ist. 
Die Klong Chum wird zu wichtigen religiösen Anlässen gespielt.